# Mogaogrottorna
Mogaogrottorna (莫高窟, Mògāokū), även kallad  De tusen buddhastatyernas grottor (千佛洞, qiān Fódòng) eller Dunhuanggrottorna, består av fler än 700 grottor uthuggna i en bergssida utanför Dunhuang i Gansuprovinsen i Kina. De flesta grottorna är rikt utsmyckade tempel med målade statyer och väggmålningar huvudsakligen i buddhistisk stil. Grottorna byggdes med början på 300-talet e.Kr. fram till 1300-talet. På grund av grottornas placering längs Sidenvägen och den långa byggnadstiden uppvisar utsmyckningarna i grottorna influenser från många kulturer och epoker.  Grottorna utgör världens största samling av buddhistisk konst. 
År 1900 hittades Dunhuangmanuskripten, en stor mängd historiskt mycket värdefulla dokument i en dold och förseglad grotta. I dag är grottorna en välbesökt turistattraktion. Sedan 1987 är Mogaogrottorna listade av Unesco som världsarv.

## Historia
Sidenvägen, som var Kinas handels- och kommunikationslänk västerut, öppnades 119 f.Kr. Vid passagen för att komma in söder om Kinesiska muren och norr om Tibetanska högplatån passerar Sidenvägen oasstaden Dunhuang. Dunhuang var Kinas västligaste militära utpost och blev i och med Sidenvägen även en viktig knutpunkt för handelsresande. Under Norra Weidynastin år 366 såg munken Le Zun (乐尊) den vackra solnedgången vid berget Mingsha utanför Dunhuang, och han kände att detta måsta vara en helig plats. Samma år lät han gräva den första grottan i berget, vilket var starten för den långvariga uppbyggnaden av Mogaogrottorna. Det finns även en källa som pekar på att den första grottan skulle ha grävts år 353. Under de kommande 1 000 åren fram till 1300-talet under Yuandynastin fortsatte det att byggas nya grottor i området och dessa grottor målades och utsmyckades till buddhistiska tempel.
Mogaogrottorna hade sin mest intensiva utveckling och sin gyllene ålder under Tangdynastin (618–907). Då var det mycket intensiv trafik längs Sidenvägen mot Kinas dåvarande huvudstad Chang'an, och folk från många kulturer sammanstrålade i Dunhuang. När Mingdynastin etablerades 1368 upphörde en stor del av handeln västerut längs Sidenvägen. Mogaogrottornas vidare utvecklingen avstannade och grottorna kom att successivt överges.
De grottor som kunnat dateras är uppförda under följande dynastier:
| Norra Wei Östra Wei Västra Wei | 386–534 534–550 535–557 | 23  | Totalt för de tre dynastierna |
| Suidynastin | 581–618                 | 95  | –                             |
| Tangdynastin | 618–907                 | 213 | –                             |
| De fem dynastierna | 907–960                 | 33  | –                             |
| Songdynastin | 960–1276                | 98  | –                             |
| Västra Xia | 1038–1227               | 3   | Tanguter                      |
| Yuandynastin | 1276–1368               | 9   | –                             |
| 1 Där inget annat anges, Källa: Trudy Ring,Robert M. Salkin,Sharon La Boda (1997) (på engelska). International Dictionary of Historic Places. Fitzroy Dearborn Publishers. sid. 244. ISBN 9781884964046 |                         |     |                               |

I början på 1000-talet gömdes en mycket stor samling av buddhistiska texter, kända som Dunhuangmanuskripten, i Biblioteksgrottan. Dokumenten låg dolda i mer än 800 år och hittades först år 1900 av munken Wang Yuanlu. Wang Yuanlu förstod inte manuskriptens värde, utan sålde en stor del av dem 1907 och 1908 mycket billigt till den brittiska arkeologen Aurel Stein och den franska sinologen Paul Pelliot. Mogaogrottorna besöktes även av japanerna Tachibana Zuicho och Yoshikawa Koichiro 1911 liksom av ryssen Sergei Oldenburg 1914–1915, och de fick alla med sig betydande delar av Dunhuangmanuskripten till sina hemländer.
År 1924 besökte den amerikanske arkeologen Langdon Warner Mogaogrottorna. Warner lyckades få färgen att släppa från väggarna i grottorna 324 och 328 genom att trycka skivor med bindemedel mot väggmålningarna, och kunde på så vis överföra några målningar till skivorna. Dessa målningar finns idag på Fogg Museum i Boston.
År 1961 fick Mogaogrottorna skydd av den kinesiska lagen om kulturskatter. Grottorna hotades av ökensandens slitage och riskerade att bli övertäckta. Med början 1963 och fyra år framåt byggdes betongväggar längs bergssidorna för att skydda grottorna. Väggarna kom slutligen att täckas med ökensand för att ge ett miljöanpassat utseende. Mogaogrottorna blev 1987 listade av Unesco som världsarv. År 2002 togs beslut om en plan som under sitt verkställande 2006–2025 är menad att ta fram metoder för det långsiktiga framtida bevarandet av Mogaogrottorna.

## Utförande

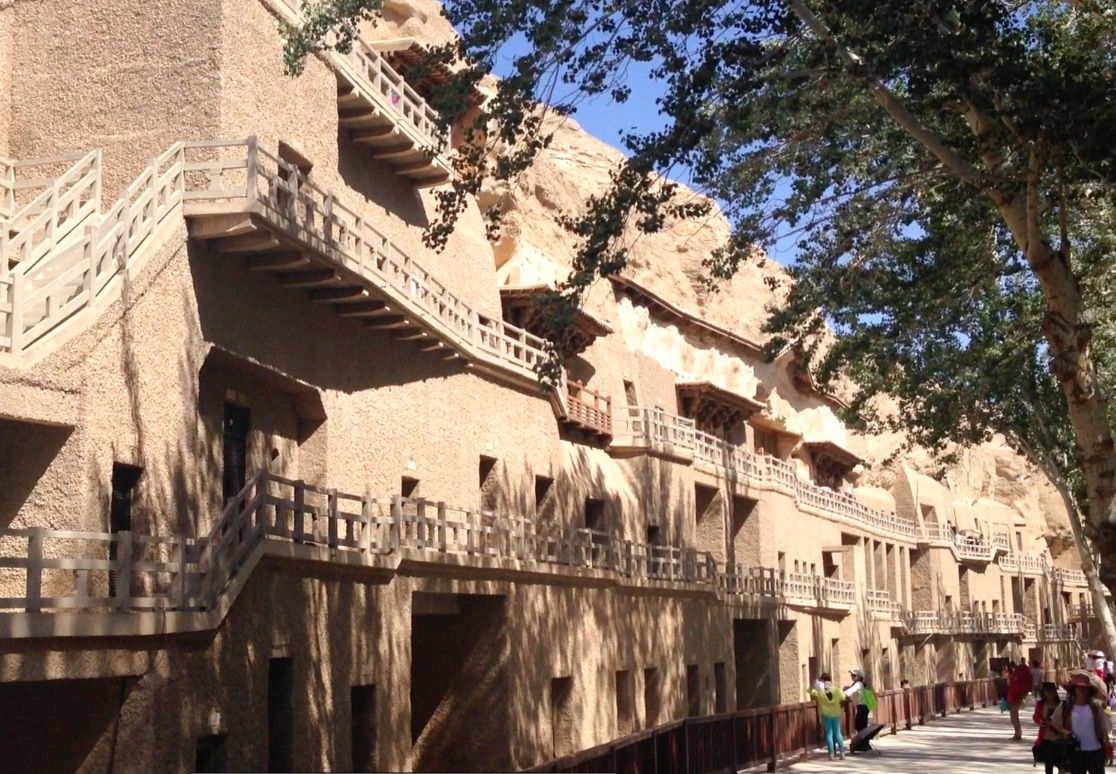
Entrén till några av grottorna i den södra delen av Mogaogrottorna.

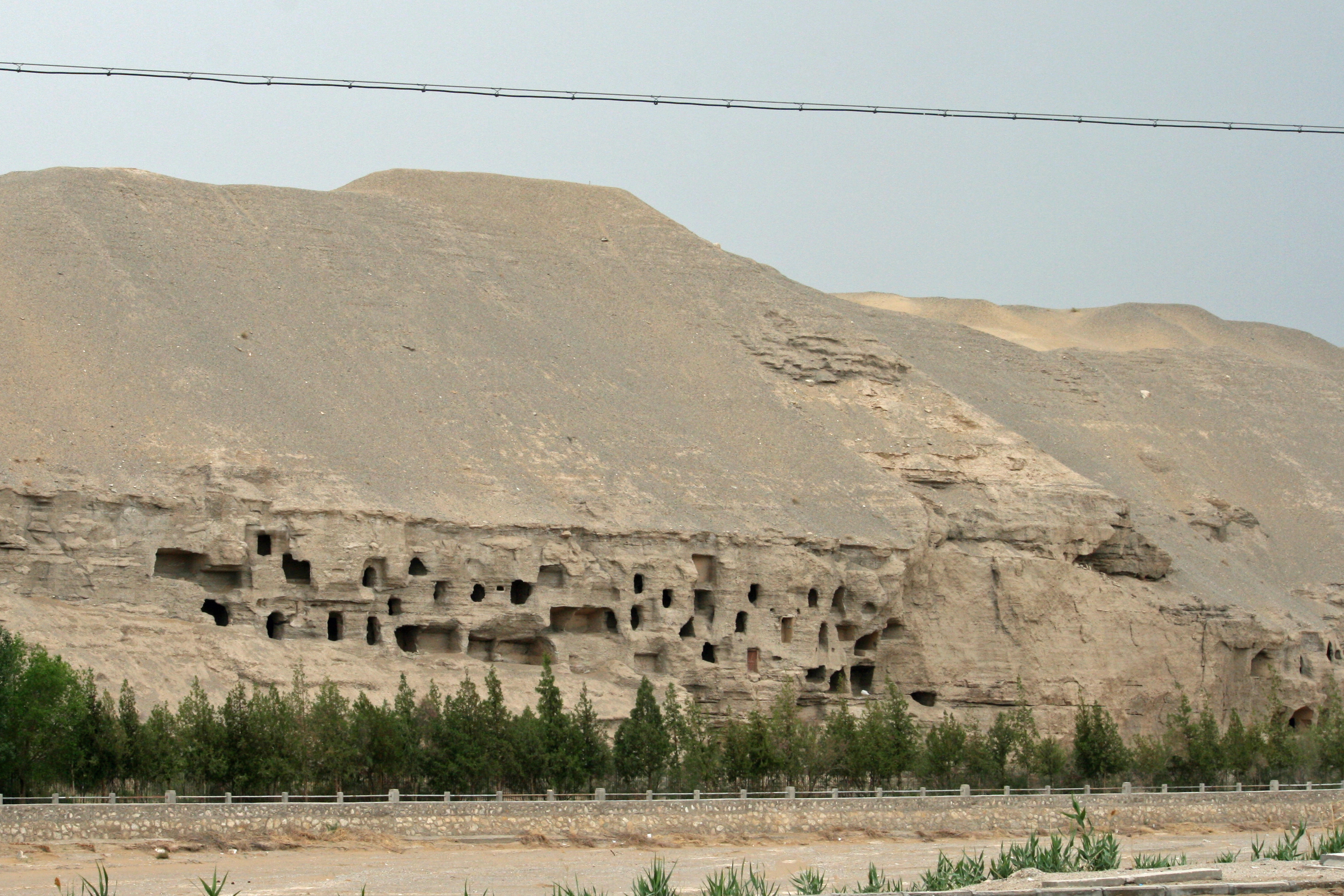
Grottorna i norra delen av Mogaogrottorna.

Mogaogrottorna är belägna 15 km sydost om Dunhuang i Gansuprovisen i Gobiöknen i Kina längs en 50 meter hög brant av berget Mingsha. I dag finns över 700 grottor uthuggna i bergssidan och dessa grottor är utspridda över nästan två kilometer i nord-sydlig riktning med ingångarna vända mot öster. Det uppskattas att det som mest funnis ungefär 1 000 grottor. Grottorna är uppdelade i en nordlig och en sydlig del. I den södra delen finns 492 utsmyckade och målade tempelgrottor och i den norra delen finns det 243 mer spartanska och icke utsmyckade grottor. I de norra grottorna bodde munkar och pilgrimer, och dessa grottor fungerade ibland även som begravningsplatser.
Storleken på grottorna varierar från mycket små på endast några kvadratmeter till riktigt stora, såsom grotta 96 som är 42 meter hög och grotta 158 som är 17 meter bred. De flesta grottorna är kvadratiska och består av bara ett rum. De äldre grottorna är överlag mindre. De största grottorna byggdes under Tangdynastin. Ofta har grottorna ett altare eller en central kvadratisk pelare i mitten. En del är större med djupa nischer i väggarna och vissa grottor är fördelade på flera våningar. Ingångarna till grottorna befinner sig på varierande höjder ovan mark, och vissa grottor är placerade ovanför varandra.
De södra grottorna är mycket väl utsmyckade med målningar och statyer. Ofta är hela väggarna och taken täckta med målningar. I grottorna finns totalt 45 000 kvadratmeter väggmålningar och ungefär 2 500 målade statyer. Målningarna och statyerna är till dominerande del i buddhistisk stil, men med stora variationer i utförandet. Variationen i utseendet beror dels av att grottorna har tillverkats under en lång tidsperiod på ungefär 1 000 år, dels på att konstnärer från många kulturer har medverkat i skapandet. Dunhuang var en mycket mångkulturell stad på grund av sitt strategiska läge längs Sidenvägen.
De tidiga grottorna har till stor del en mix av indisk och kinesisk stil. Under den relativt korta Suidynastin (581–618) uppfördes många grottor. Dessa var ofta utsmyckade med motiv bestående av en trio av buddhafigurer, men uppvisar även en viss influens från väst. Under Tangdynastin (618–907) pryddes grottorna ofta av en grupp av sju statyer med buddha i mitten. Målningarna fick med tiden större influens från väst och kom att föreställa exempelvis änglar, fast då avbildade i kinesisk stil. Mellan åren 790 och 851 var Dunhuang ockuperat av tibetanerna och detta fick till följd att en del målningar med taktiska motiv utfördes i Mogaogrottorna. Konsten i grottorna är inte bara buddhistisk, utan många bilder speglar livet på Sidenvägen, krigsscener, porträtt på dem som styrt Dunhuang, historiska skeenden och bilder från det dagliga livet. Även turkisk konst och bilder från flera kinesiska minoriteter är representerade i grottorna. Till stor del är målningarna utförda med blybaserad färg. Överlag har färgerna bevarats mycket bra, men den rosa hudfärgen har ofta oxiderat och blivit grå. Många grottor har genom historien blivit ommålade, vilket försvårar dateringen av konstverken. Nästan samtliga konstnärer är anonyma.

## Dunhuangmanuskripten

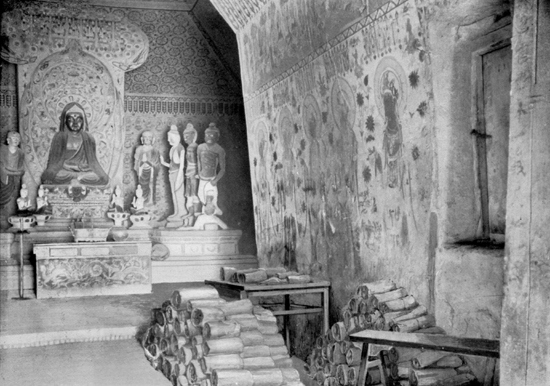
Delar av Dunhuangmanuskripten utanför ingången till Biblioteksgrottan. (till höger)

År 1900 hittades Dunhuangmanuskripten i den tidigare försvunna Biblioteksgrottan. Dunhuangmanuskripten består av ungefär 50 000 texter, målningar och sidentryck. 90 % av manuskripten utgörs av religiösa texter från många religioner, såsom buddhismen, daoismen,  manikeismen, zoroastrismen och nestorianismen. De övriga dokumenten består av en blandning av privat och officiell korrespondens, Konfucius verk, ekonomiska dokument, kalendrar, medicinsk litteratur, recept, etc. Dokumenten är från perioden 400-talet fram till 1000-talet Det äldsta daterade dokumentet är från år 406 och det yngsta år 1004.  Texterna är huvudsakligen skrivna på kinesiska, tibetanska, sanskrit, uiguriska, sogdiska, fornturkiska och tokhariska språk.
I början på 1000-talet, sannolikt i inledningen av Västra Xiadynastin, gömdes Dunhuangmanuskripten i Biblioteksgrottan där ingången förslöts och doldes av en väggmålning. Det är inte fastslaget exakt när grottan stängdes, men olika teorier pekar på åren år 1035, 1046 eller 1054. Varför grottan förseglades är inte känt, men kanske som skydd mot invasionen från Västra Xia eller för att skydda dokumenten från de muslimer som då började komma in i Kina.
Efter upptäckten av dokumenten år 1900 blev de eftersökta för västerländska arkeologer. Munken Wang Yuanlu som ansvarade för Mogaogrottorna vid denna tid förstod inte dess värde, utan sålde 1907 en stor del av dokumenten för endast 130 pund till den brittiska arkeologen Aurel Stein och 1908 för bara 90 pund till den franska sinologen Paul Pelliot som reste i området tillsammans med Gustav Mannerheim. Ett av manuskripten som Aurel Stein fick med sig var Diamond Sutra från år 868, som är världens i dag äldsta kända tryckta bok. Diamond Sutra finns att se på British Library. Efter att manuskripten blev kända försvann 80 % av alla dokument till främmande nationer och finns nu att se i museer i exempelvis Storbritannien, Frankrike, USA, Tyskland, Ryssland och Japan.

## Grottor i urval

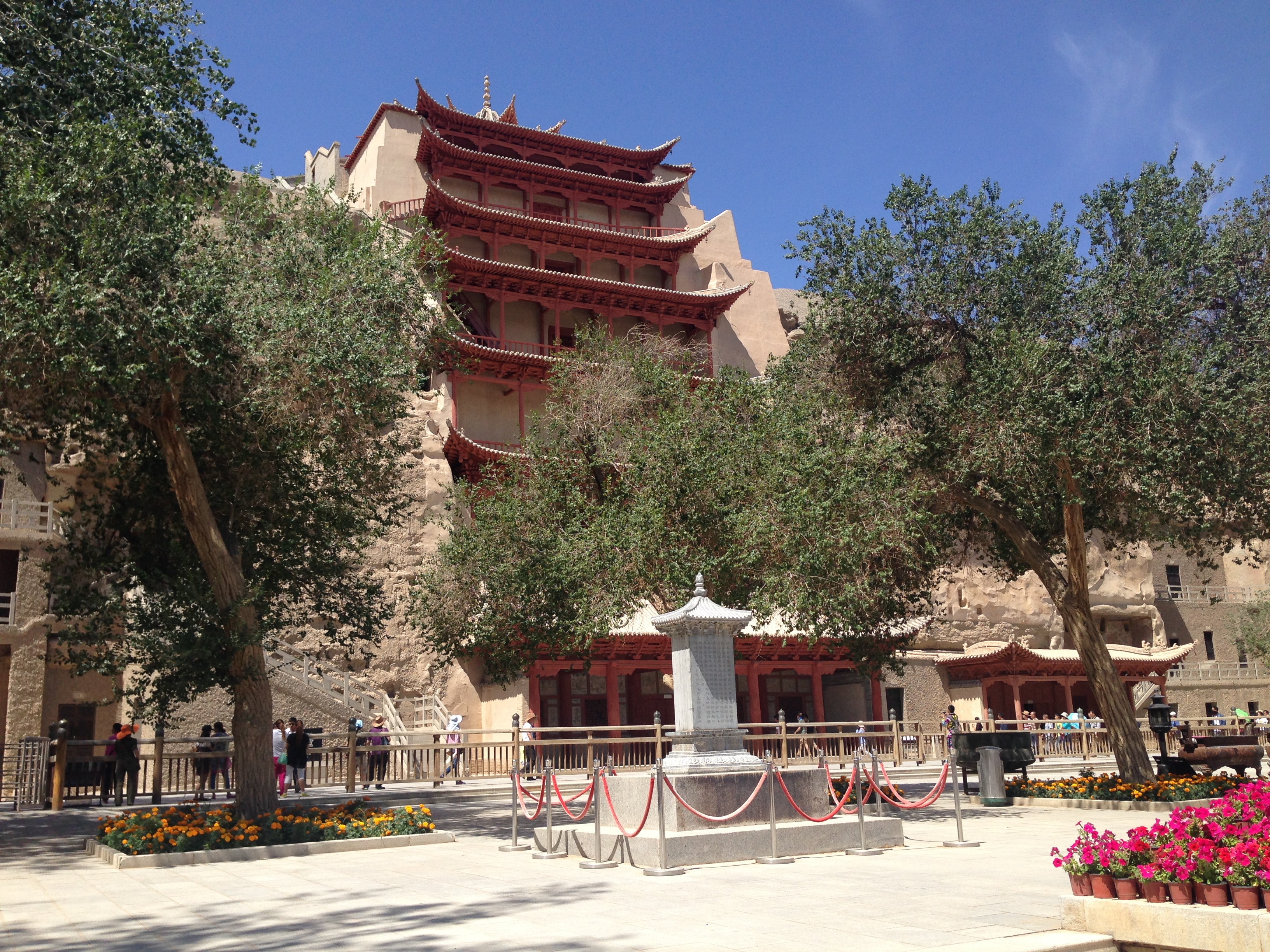
Den nio våningar höga grotta 96

### Grotta 96, Niovåningshuset
Mogaogrottornas huvudsakliga landmärke är den utmärkande 42 m höga grotta 96 i nio våningar. Inuti grottan står en 36 m hög lerskulptur av buddha som når upp till sjunde våningen. När grottan ursprungligen byggdes på sent 600-tal under Tangdynastin hade den bara fyra våningar. En femte våning kompletterades på 800-talet. Under 900-talet förstördes den ursprungliga trästrukturen och alla väggmålningarna av en jordbävning, men grottan återuppbyggdes år 966. År 1898 fick grottan sju våningar och så sent som 1935 fick grottan nio våningar, och är nu nästan lika hög som klippan bakom. Buddhastatyn målades om 1928. Den ursprungliga golvnivån i grottan är 1,5 m lägre än dagens nivå. Flera nya golv har lagts ovanpå varandra genom grottans över 1 300 år långa historia. De olika nivåerna av golvstenar från de olika dynastierna är nu utställda i grottan.

### Grotta 275, Maitreya

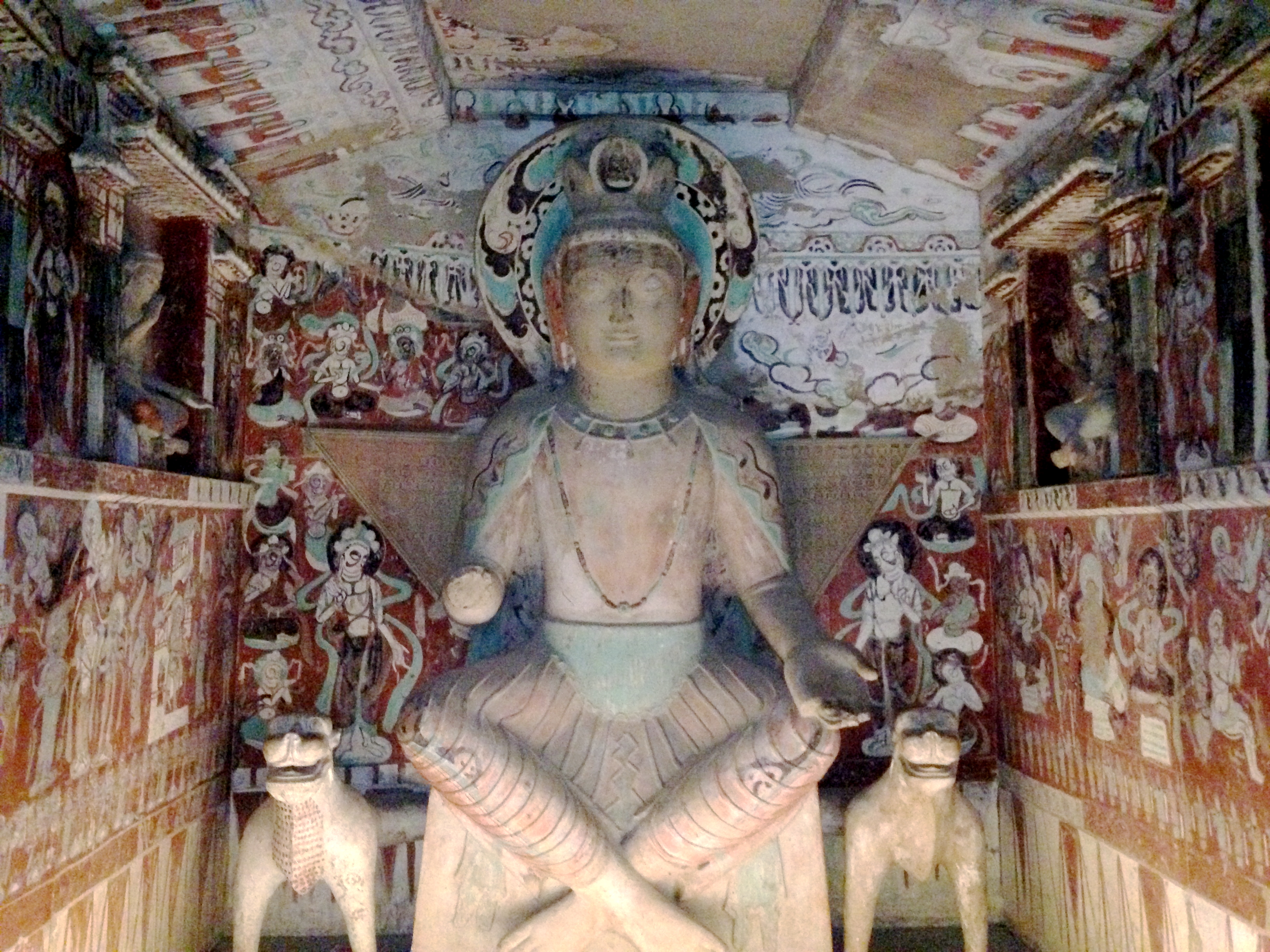
Staty av Maitreya i grotta 275.

Den äldsta grottan som också är öppen för besök är grotta 275, vilken byggdes på 400-talet e.Kr. under Norra Weidynastin. och är över 1 500 år gammal. Grottan är liten, men innehåller en relativt stor buddhastaty föreställande en 3,4 meter hög Maitreya; den kommande buddha. Grottans sidoväggar har tre nischer i varje vägg och grottan har ett tak gjort i traditionell kinesisk arkitektur. Några av nischerna är inredda i indisk stil. Den ursprungliga frontväggen kollapsade och en ny byggdes under Norra Songdynastin (960–1127) då även vägg- och takmålningarna gjordes om. När väggen från Songdynastin togs bort år 1990 hittades delar av den ursprungliga väggmålningen på en plats där den nya väggen hade anslutit mot den ursprungliga.

### Grotta 148, Nirvanagrottan

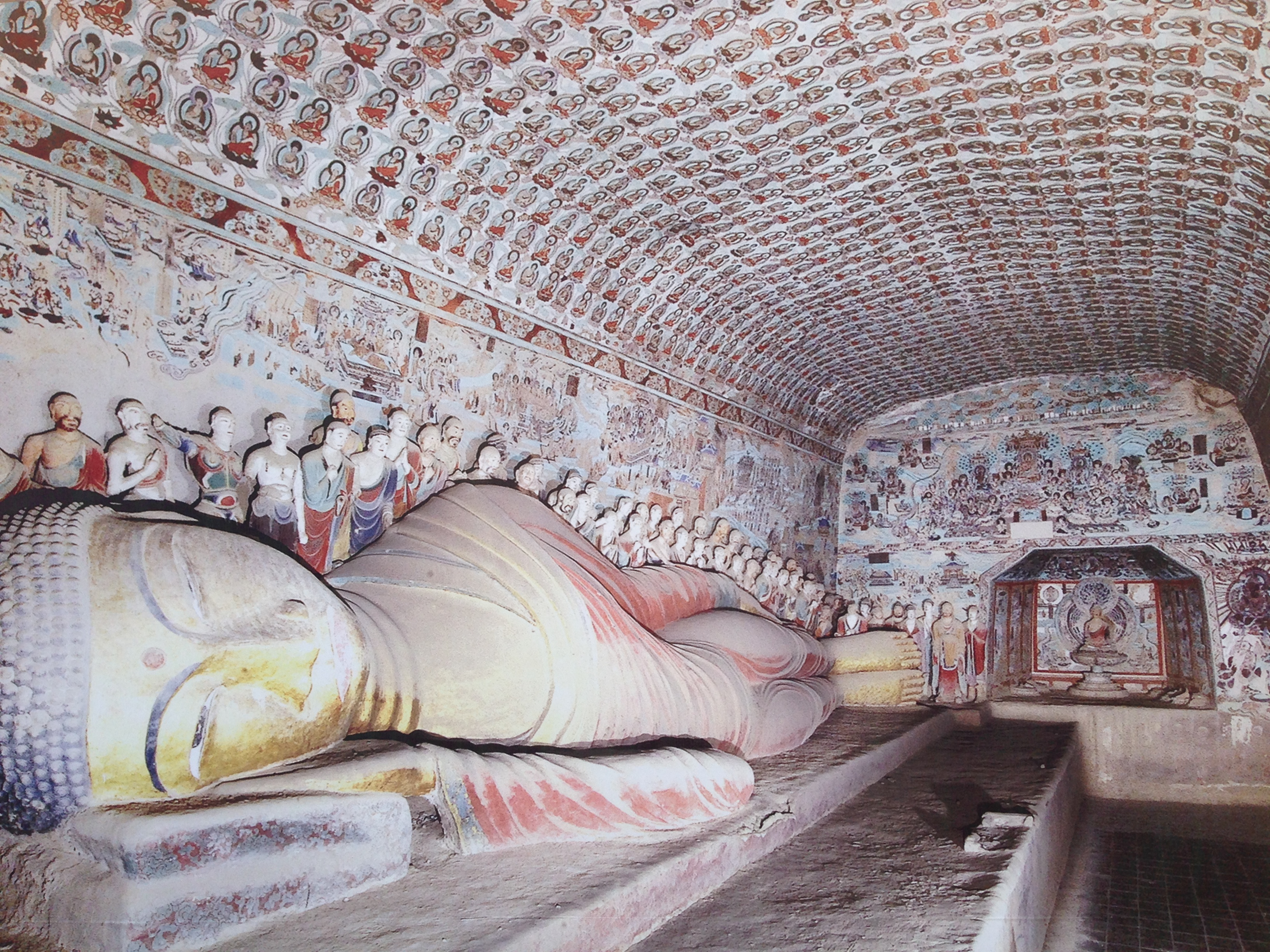
Grotta 148. Bakom den liggande buddha syns statyerna av hans sörjande följare. I den bortre gaveln syns en av nischerna.

Den 17 m breda och 8 m djupa grottan fylls nästan helt av en drygt 14 m lång liggande buddha som nått parinirvana. Buddha omsluts på baksidan av fler än 72 mindre statyer föreställande buddhas sörjande följare. Dessa statyer renoverades under Qingdynastin. Taket till grottan har formen av ett välvt kistlock. Det är en nisch i varje gavel på grottan. De ursprungliga statyerna i nischerna har gått förlorade och är numera ersatta med andra statyer. Längs grottans södra, västra och norra väggar löper en totalt 23 m lång målning bestående av 66 scener och fler än 500 figurer. Detta är den största och bäst bevarade målningen om nirvana i Dunhuang. Grottan uppfördes under mitten av Tangdynastin.

### Grotta 16, Trevåningshuset och grotta 17, Biblioteksgrottan

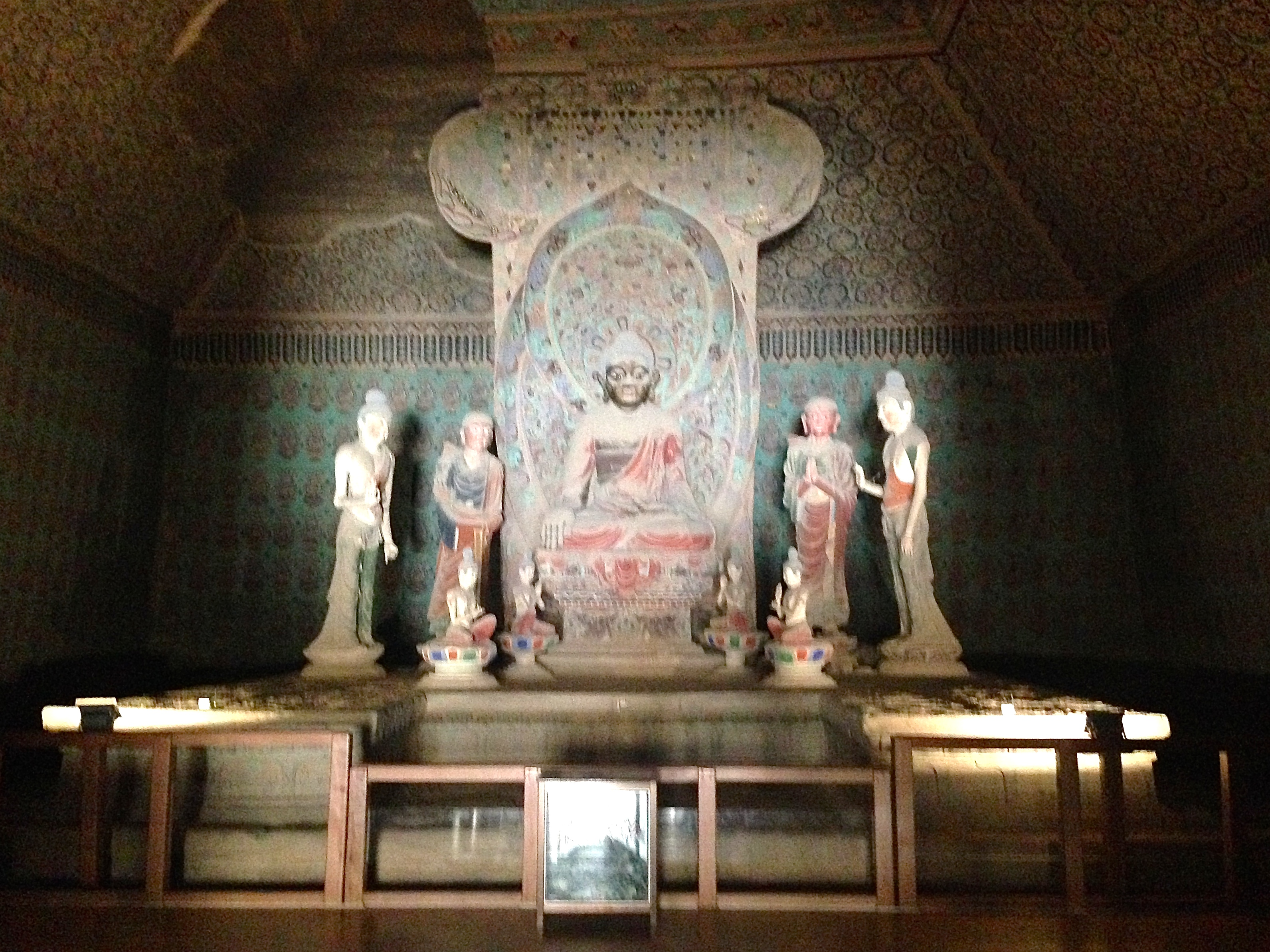
Altaret i grotta 16.

Direkt ovanpå grotta 16 finns grottorna 365 och 366 och deras ingångar är hopbyggda i en trästruktur och kallas tillsammans för Trevåningshuset. Grotta 16 är en av de större grottorna och har ett pyramidformat tak med ett stort altare med nio statyer i mitten. Grottan byggdes under slutet av Tangdynastin, men statyerna och en del av väggmålningarna är från Songdynastin.
I norra väggen till korridoren som leder in till grotta 16 hittades år 1900 dörren till grotta 17. Grottan kallas även Biblioteksgrottan och här förvarades de mer än 50 000 Dunhuangmanuskripten. Grottan som är mindre än 8 kvadratmeter byggdes under perioden 851 till 867 som ett minneskapell för munken Hong-bian (död 850). En staty av Hong-bian står mot grottans norra vägg. Statyn innehöll ursprungligen även Hong-bians aska, men askan är nu flyttad till Dunhuangs Museum. Väggarna är klädda med målningar.

## Forskning

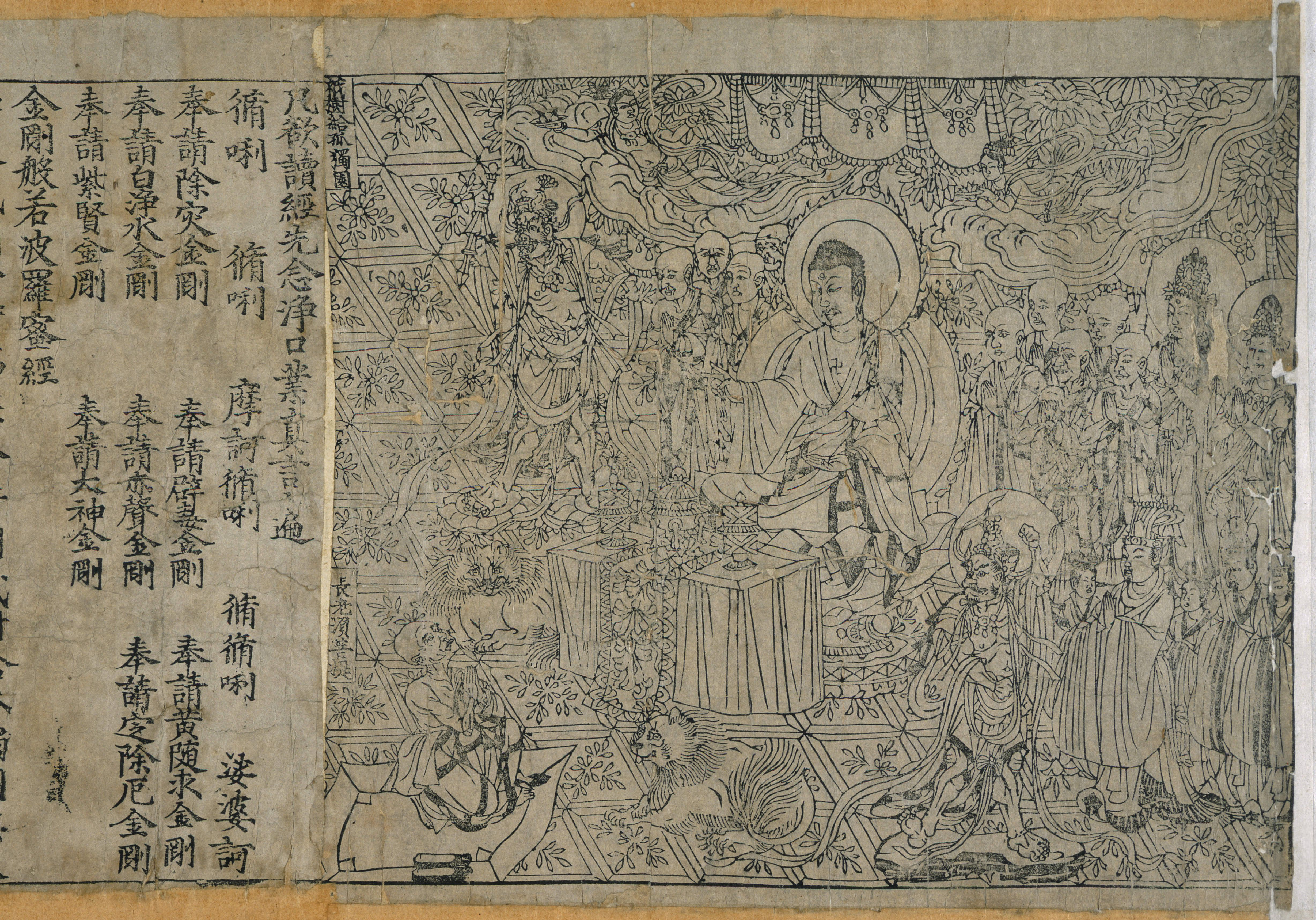
Diamant Sutra. Världens äldsta tryckta bok som Aurel Stein förde till Storbritannien från Mogaogrottorna.

Mogaogrottorna innehåller en ovärderlig informationskälla om buddhismens utveckling i nordvästra Kina. Målningarna och skulpturerna skildrar olika aspekter av medeltida politik, ekonomi, kultur, konst, religion, etniska relationer och klädsel i regionen. Nischerna i den 1 500 år gammal grotta 275 har gett mycket information om den kinesiska arkitekturen från denna tid.
Dunhuangmanuskripten som Aurel Stein och Paul Pelliot hämtade i Biblioteksgrottan har givit mycket forskningsmaterial om den antika orientaliska kulturen. Den utgör en ovärderlig referens för att studera den komplexa historien om det äldre Kina och om Centralasien.

## Mogaogrottorna i dag
År 1979 öppnades Mogaogrottorna för allmänheten och är i dag ett välbesökt turistmål. Ett urval av grottorna är öppna för besök, och det är bara tillåtet att besöka dem med guide. År 2007 besöktes grottan av 300 000 turister och besöksantalet är stigande. Den stora mängden besökare har fått temperaturen, fuktigheten och koldioxidhalten i grottorna att öka vilket riskerar att förstöra konstverken. På grund av detta är besöksantalet från september 2014 begränsat till maximalt 6 000 personer per dag. På bergsväggen utanför grottorna har det uppförts trappor och gångar av trä för underlätta besöken i grottorna.

## Galleri

### Väggmålningar

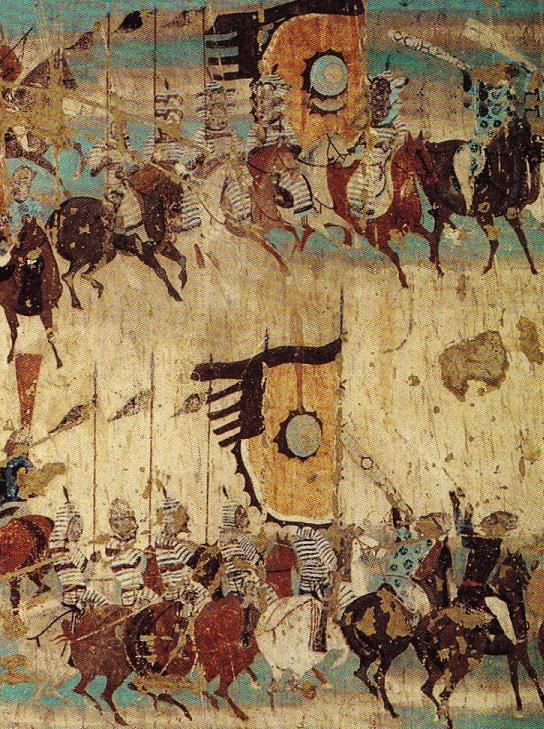
General Zhang Yichaos seger över tibetanerna. Grotta 156, Sen Tangdynasti
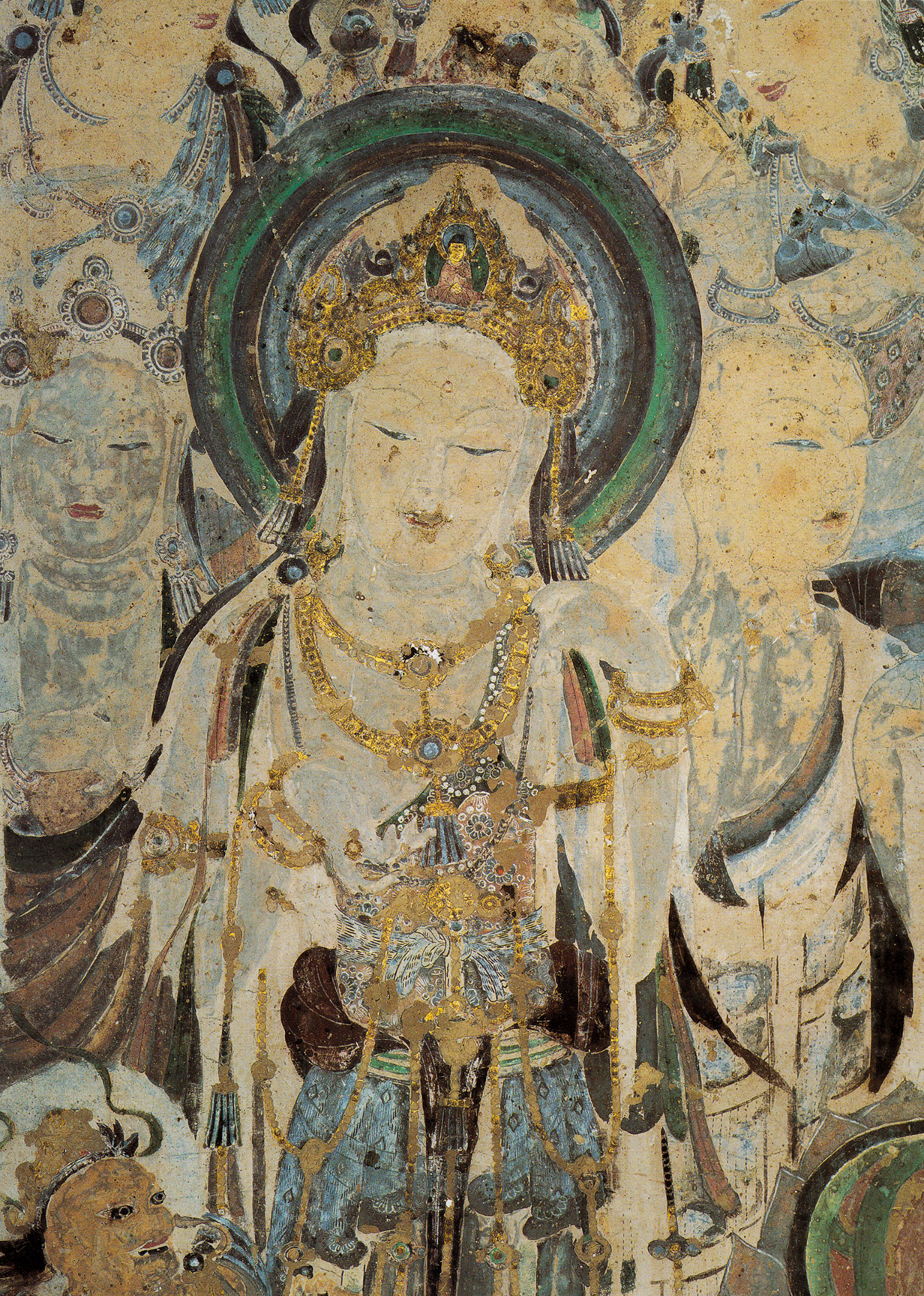
Avalokiteshvara  i grotta 57. Ursprungligen prydd av bladguld. Tidig Tangdynasti.
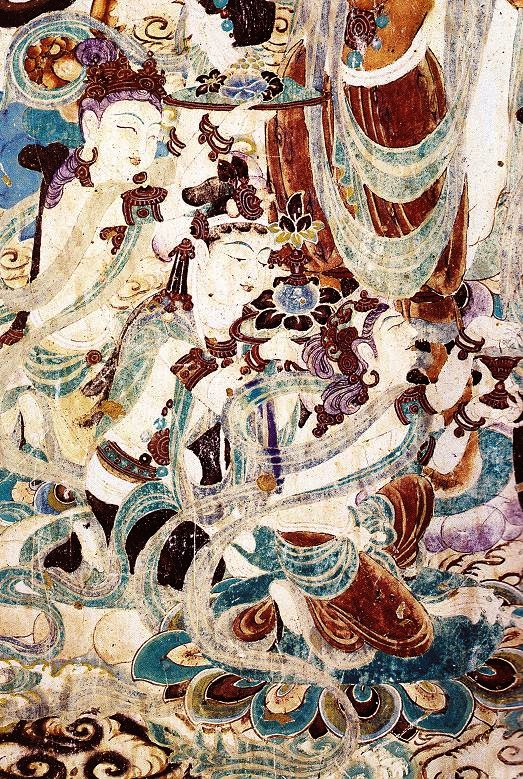
Möte mellan Manjusri och Vimalakirti i grotta 159. Mitten av Tangdynastin under den tibetanska perioden.
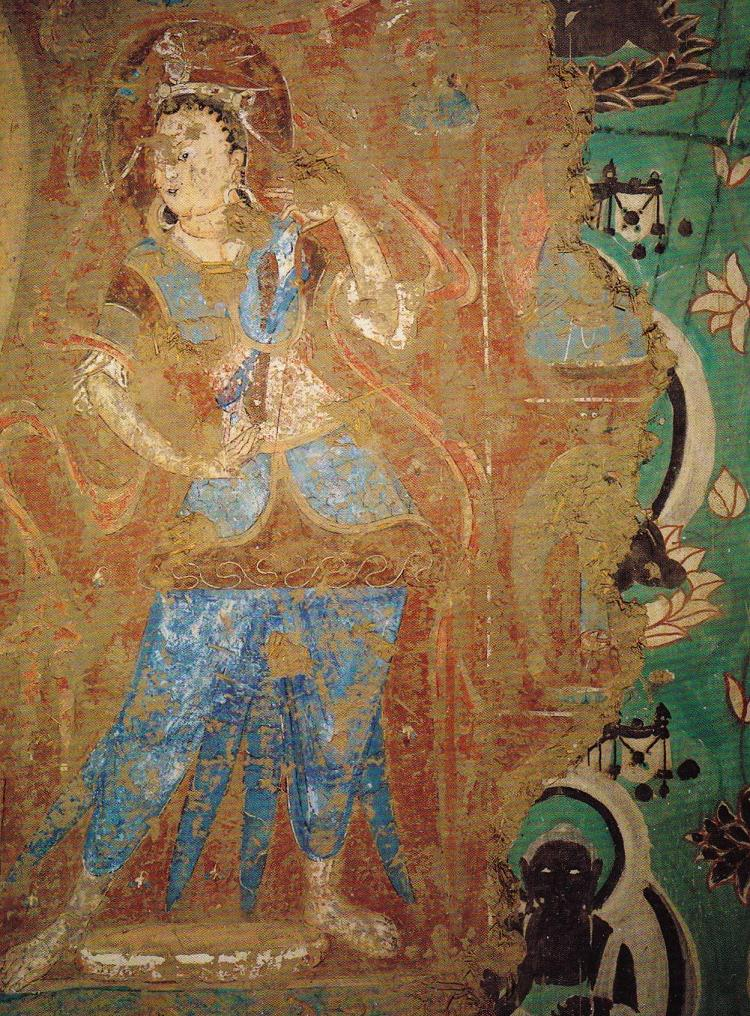
Tidig målning som blivit övermålad men senare framtagen. Grotta 253, Norra Wei.